# Lange Brücke (Braunschweig)

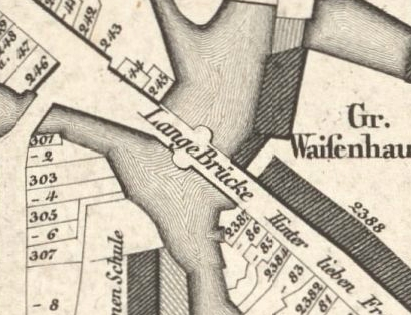
Die Lange Brücke auf einer Karte der Stadt Braunschweig aus dem Jahre 1829

Die Lange Brücke in Braunschweig war bis zu ihrem Abbruch 1879 die größte innerstädtische Brücke.

## Bau- und Nutzungsgeschichte
An der Grenze der beiden Weichbilde Altstadt und Altewiek überspannte bereits im Mittelalter eine hölzerne Brücke zwei Okerarme. Der Bau befand sich im Bereich der heutigen Straßen Kattreppeln, Münzstraße, Waisenhausdamm, Hinter Liebfrauen und Friedrich-Wilhelm-Straße.
Erstmals erwähnt wird die Brücke Ende des 13. Jahrhunderts in der Braunschweigischen Reimchronik als heftig umkämpfter Schauplatz der erfolglosen Belagerung der welfischen Stadt durch den Stauferkönig Philipp von Schwaben (1177–1208) im Jahr 1200: Dhe sturm wart so kreftich und so lanc, daz dhe werdhen helde balt quemen mit krapht und mit gewalt unz an dhe Langhen Brucke,… 
Im Jahre 1303 wird sie als longus Pons, 1314 als lange brukke genannt. Eine steinerne Brücke wurde 1480 erbaut. Zwischen 1788 und 1791 wurde ein durch Hofbaumeister Christian Gottlob Langwagen (1752/53–1805) entworfener Neubau von Wilhelm von Gebhardi (1738–1809) ausgeführt. Der vierbogige Bau mit einem breiten Mittelpfeiler überspannte die 35 m breite Oker. Im Jahre 1879 wurde die Lange Brücke im Zuge der Okerkanalisierung abgebrochen. Die Okerarme wurden zugeschüttet.